# Delta du fleuve Rouge

Localisation de la région du delta du fleuve Rouge

Le delta du fleuve Rouge (en vietnamien : Đồng bằng sông Hồng) est une région du nord du Viêt Nam. Elle compte parmi les régions les plus densément peuplées du monde. Le delta du fleuve Rouge, formé d'alluvions charriées par le fleuve Rouge et le fleuve Thai Binh, est composé de plusieurs branches qui s'étendent sur plus de 120 km jusqu'à atteindre la mer de Chine méridionale. Ce territoire est marqué par la fertilité de ces terres mais aussi la dangerosité des crues du fleuve : les débits variant de 430 m3/s en saison sèche à 30 000 m3/s lors de la mousson. Pour éviter les dégâts des inondations et aussi protéger les terres gagnées sur la mer, des digues ont été construites dès le Ve siècle.

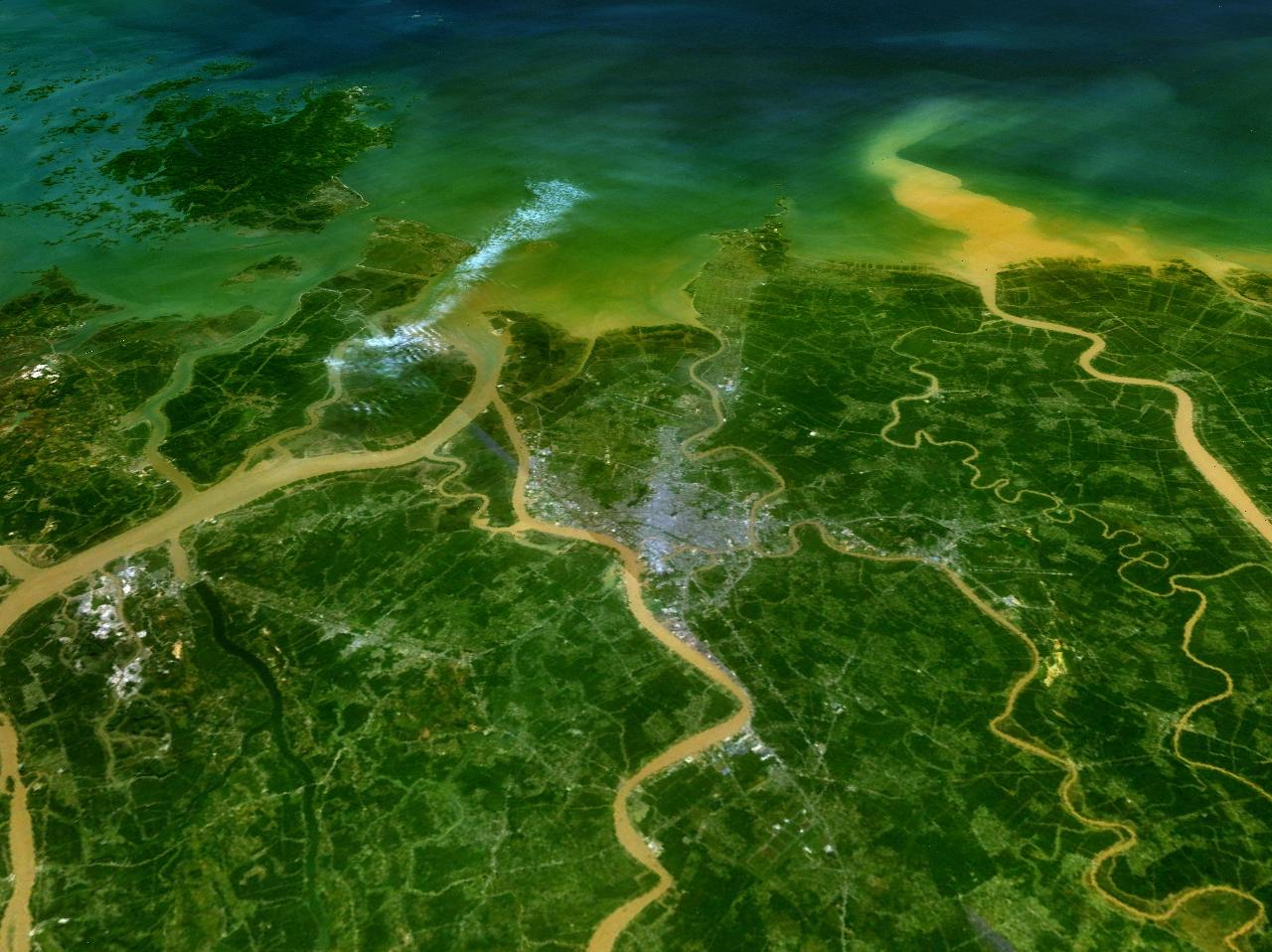
Haïphong 106.70132E 20.84440N

## Composition
Elle compte neuf provinces et deux municipalités (Hanoï et Hải Phòng) :
| Provinces    | Capitale    | Population (2011) | Superficie (km²) | Densité (/km²)  |
| ------------ | ----------- | ----------------- | ---------------- | --------------- |
| Bắc Ninh     | Bắc Ninh    | 1 060 300         | 823,1 km2        | 1 289           |
| Ha Nam       | Phủ Lý (en) | 786 900           | 859,7 km2        | 914             |
| Hải Dương    | Hải Dương   | 1 718 900         | 1 652,8 km2      | 1 038           |
| Hưng Yên     | Hưng Yên    | 1 150 400         | 923,5 km2        | 1 242           |
| Nam Định     | Nam Định    | 1 833 500         | 1 650,8 km2      | 1 110           |
| Ninh Bình    | Hoa Lư      | 906 900           | 1 392,4 km2      | 652             |
| Thái Bình    | Thái Bình   | 1 786 000         | 1 546,5 km2      | 1 138           |
| Vĩnh Phúc    | Vĩnh Yên    | 1 014 600         | 1 373,2 km2      | 821             |
| Municipalité |             | Population (2011) | Superficie (km²) | Densité (h/km²) |
| Hanoï        | Hanoï       | 6 699 600         | 3 328,9 km2      | 2 013           |
| Haïphong     | Haïphong    | 1 878 500         | 1 520,7 km2      | 1 233           |
| total        | total       | 18 835 600        | 14 965,7 km2     | 1 258           |